# Links voorrang
Links Voorrang is een Nederlandse stichting die in 1965 werd opgericht op initiatief van jhr. ir. S. Laman Trip en pater Ed Krekelberg s.j.. Ze had tot doel te bevorderen dat de regel zou worden ingevoerd om bij rechts rijdend verkeer voorrang te laten verlenen aan verkeer van links. Vooral pater Ed Krekelberg  bepleitte in artikelen in kranten en tijdschriften het idee van Links Voorrang.
Bij links voorrang krijgt alle verkeer dat van links komt voorrang. Daarmee worden verstoppingen van kruispunten en rotondes voorkomen en wordt de doorstroming van het verkeer gegarandeerd. Verkeer dat wil afslaan komt voor het rechtdoor rijdend verkeer van links. Daardoor komt bij links voorrang ook de regel dat verkeer dat wil afslaan voorrang moet geven aan rechtdoorgaand verkeer te vervallen. Bij links voorrang zijn verkeerslichten en voorrangsborden overbodig.
Bij rotondes en bij het invoegen op snelwegen zijn er nu aparte regels gemaakt om feitelijk links voorrang te geven.